# Badminton 2003
Höhepunkte des Badmintonjahres 2003 waren die Weltmeisterschaft und der Sudirman Cup.
== World Badminton Grand Prix ==
| Veranstaltung       | Herreneinzel          | Dameneinzel    | Herrendoppel                         | Damendoppel                | Mixed                          |
| ------------------- | --------------------- | -------------- | ------------------------------------ | -------------------------- | ------------------------------ |
| Thailand Open       | Ronald Susilo         | Dai Yun        | Yoo Yong-sung Ha Tae-kwon            | Wei Yili Zhao Tingting     | Chen Qiqiu Zhao Tingting       |
| All England         | Muhammad Hafiz Hashim | Zhou Mi        | Sigit Budiarto Candra Wijaya         | Gao Ling Huang Sui         | Zhang Jun Gao Ling             |
| Swiss Open          | Lee Hyun-il           | Zhang Ning     | Flandy Limpele Eng Hian              | Yang Wei Zhang Jiewen      | Jens Eriksen Mette Schjoldager |
| Japan Open          | Xia Xuanze            | Camilla Martin | Flandy Limpele Eng Hian              | Gao Ling Huang Sui         | Zhang Jun Gao Ling             |
| Korea Open          | Kenneth Jonassen      | Mia Audina     | Ha Tae-kwon Kim Dong-moon            | Ra Kyung-min Lee Kyung-won | Kim Dong-moon Ra Kyung-min     |
| Singapur Open       | Chen Hong             | Zhang Ning     | Jens Eriksen Martin Lundgaard Hansen | Yang Wei Zhang Jiewen      | Kim Dong-moon Ra Kyung-min     |
| Indonesia Open      | Taufik Hidayat        | Xie Xingfang   | Sang Yang Zheng Bo                   | Gao Ling Huang Sui         | Kim Dong-moon Ra Kyung-min     |
| Malaysia Open       | Chen Hong             | Zhou Mi        | Kim Dong-moon Lee Dong-soo           | Yang Wei Zhang Jiewen      | Kim Dong-moon Ra Kyung-min     |
| US Open             | Chien Yu-hsiu         | Kelly Morgan   | Tony Gunawan Khankham Malaythong     | Yoshiko Iwata Miyuki Tai   | Tony Gunawan Eti Gunawan       |
| Dutch Open          | Lee Hyun-il           | Yao Jie        | Ha Tae-kwon Kim Dong-moon            | Ra Kyung-min Lee Kyung-won | Ra Kyung-min Kim Dong-moon     |
| Denmark Open        | Lin Dan               | Gong Ruina     | Ha Tae-kwon Kim Dong-moon            | Yang Wei Zhang Jiewen      | Kim Dong-moon Ra Kyung-min     |
| German Open         | Lee Hyun-il           | Zhang Ning     | Flandy Limpele Eng Hian              | Ra Kyung-min Lee Kyung-won | Kim Dong-moon Ra Kyung-min     |
| Hong Kong Open      | Lin Dan               | Zhang Ning     | Lee Dong-soo Yoo Yong-sung           | Gao Ling Huang Sui         | Kim Dong-moon Ra Kyung-min     |
| Chinese Taipei Open | Wong Choong Hann      | Mia Audina     | Ha Tae-kwon Kim Dong-moon            | Ra Kyung-min Lee Kyung-won | Kim Dong-moon Ra Kyung-min     |
| China Open          | Lin Dan               | Zhou Mi        | Lars Paaske Jonas Rasmussen          | Gao Ling Huang Sui         | Zhang Jun Gao Ling             |

## Terminkalender
| Veranstaltung                                     | Ort                   | Beginn             | Ende               |
| ------------------------------------------------- | --------------------- | ------------------ | ------------------ |
| Südkoreanische Badmintonmeisterschaft 2002        | Gwangmyeong           | 2. Januar 2003     | 5. Januar 2003     |
| Westdeutsche Badmintonmeisterschaft 2003          | Bottrop               | 4. Januar 2003     | 5. Januar 2003     |
| Thailand Open 2003                                | Bangkok               | 6. Januar 2003     | 12. Januar 2003    |
| Deutsche Badmintonmeisterschaft 2003              | Bielefeld             | 30. Januar 2003    | 2. Februar 2003    |
| Polnische Badmintonmeisterschaft 2003             | Słupsk                | 31. Januar 2003    | 2. Februar 2003    |
| Englische Badmintonmeisterschaft 2003             | Burgess Hill          | 31. Januar 2003    | 2. Februar 2003    |
| Estnische Badmintonmeisterschaft 2003             | Tartu                 | 1. Februar 2003    | 2. Februar 2003    |
| Schweizer Badmintonmeisterschaft 2003             | Uzwil                 | 1. Februar 2003    | 2. Februar 2003    |
| Irische Badmintonmeisterschaft 2003               | Dublin                | 8. Februar 2003    | 9. Februar 2003    |
| All England 2003                                  | Birmingham            | 11. Februar 2003   | 16. Februar 2003   |
| Swiss Open 2003                                   | Basel                 | 18. Februar 2003   | 23. Februar 2003   |
| French Open 2003                                  | Paris                 | 20. Februar 2003   | 23. Februar 2003   |
| Badminton bei den Canada Games 2003               | New Brunswick         | 22. Februar 2003   | 8. März 2003       |
| German Juniors 2003                               | Bottrop               | 6. März 2003       | 9. März 2003       |
| Sudirman Cup 2003                                 | Eindhoven             | 18. März 2003      | 23. März 2003      |
| Dutch International 2003                          | Wateringen            | 27. März 2003      | 30. März 2003      |
| Japan Open 2003                                   | Tokio                 | 1. April 2003      | 6. April 2003      |
| Badminton-Junioreneuropameisterschaft 2003        | Esbjerg               | 12. April 2003     | 19. April 2003     |
| Tschechische Badmintonmeisterschaft 2003          | Brünn                 | 2. Mai 2003        | 4. Mai 2003        |
| Mauritius International 2003                      | Beau Bassin-Rose Hill | 2. Mai 2003        | 4. Mai 2003        |
| Portugiesische Badmintonmeisterschaft 2003        | Peniche               | 18. Mai 2003       | 19. Mai 2003       |
| Spanish International 2003                        | Paracuellos de Jarama | 29. Mai 2003       | 1. Juni 2003       |
| Waikato International 2003                        | Hamilton              | 27. Juni 2003      | 29. Juni 2003      |
| Badminton bei den Island Games 2003               | Lerwick               | 28. Juni 2003      | 4. Juli 2003       |
| Badminton bei den Südpazifikspielen 2003          | Suva                  | 28. Juni 2003      | 12. Juli 2003      |
| Carebaco-Meisterschaft 2003                       | Port of Spain         | 15. Juli 2003      | 19. Juli 2003      |
| Badminton-Weltmeisterschaft 2003                  | Birmingham            | 28. Juli 2003      | 3. August 2003     |
| Ballarat International 2003                       | Ballarat              | 1. August 2003     | 3. August 2003     |
| Badminton bei den Panamerikanischen Spielen 2003  | Santo Domingo         | 8. August 2003     | 15. August 2003    |
| Singapur Open 2003                                | Singapur              | 19. August 2003    | 24. August 2003    |
| Indonesia Open 2003                               | Batam                 | 26. August 2003    | 31. August 2003    |
| Badminton bei den Indian Ocean Island Games 2003  | Réduit                | 29. August 2003    | 7. September 2003  |
| Malaysia Open 2003                                | Kota Kinabalu         | 2. September 2003  | 7. September 2003  |
| Bulgarian International 2003                      | Sofia                 | 18. September 2003 | 21. September 2003 |
| Denmark Open 2003                                 | Aarhus                | 23. September 2003 | 28. September 2003 |
| Czech International 2003                          | Königgrätz            | 3. Oktober 2003    | 5. Oktober 2003    |
| Afrikaspiele 2003/Badminton                       | Abuja                 | 4. Oktober 2003    | 13. Oktober 2003   |
| Slovak International 2003                         | Prešov                | 9. Oktober 2003    | 12. Oktober 2003   |
| Brazil International 2003                         | São Paulo             | 9. Oktober 2003    | 12. Oktober 2003   |
| Badminton-Asienmeisterschaft 2003                 | Jakarta               | 15. Oktober 2003   | 19. Oktober 2003   |
| Badminton bei den Nationalspielen von Taiwan 2003 | Banqiao               | 19. Oktober 2003   | 23. Oktober 2003   |
| Badminton-Weltmeisterschaft der Gehörlosen 2003   | Sofia                 | 20. Oktober 2003   | 28. Oktober 2003   |
| Hungarian International 2003                      | Budapest              | 30. Oktober 2003   | 2. November 2003   |
| Japanische Badmintonmeisterschaft 2003            | Nagoya                | 4. November 2003   | 9. November 2003   |
| Guatemala International 2003                      | Guatemala-Stadt       | 27. November 2003  | 30. November 2003  |
| Bitburger Open 2003                               | Saarbrücken           | 3. Dezember 2003   | 7. Dezember 2003   |
| Badminton bei den Südostasienspielen 2003         | Ho-Chi-Minh-Stadt     | 6. Dezember 2003   | 12. Dezember 2003  |